# Напад на Таранто
Напад на Таранто (англ. Battle of Taranto, італ. Notte di Taranto) — масований нічний наліт авіаносної авіації Королівського ВМФ Великої Британії на одну з найважливіших військово-морських баз Королівського італійського флоту Таранто, що відбувся у ніч з 11 на 12 листопада 1940 року під час війни на Середземномор'ї.

## Передумови
Наприкінці 1940 року Італія напала на Грецію. Греки віддали свої аеродроми у розпорядження британців, які почали здійснювати постійні нальоти на італійські порти.
Для забезпечення постачання британських сил в Греції та доставки підкріплень британці не мали часу на безпечний, але надто тривалий шлях навколо Африки і відправили перший конвой через Середземне море.
Для прикриття цього конвою у розпорядженні британців були 3 лінкори в Гібралтарі і 3 в Александрії. Їм протистояло 5 лінкорів, які базувались в Таранто. Така концентрація італійських лінкорів паралізувала дії Александрійської ескадри, яка не могла ні перехоплювати італійські конвої в Лівію, ні проводити британські конвої, не вступивши в бій з італійським флотом, результат якого був би для британців зовсім не сприятливим.
Враховуючи тиск Лондона, який вимагав проведення цих двох операцій, командувач британського Середземноморського флоту адмірал Каннінгем вирішив не вв'язуватись у відкритий бій, а атакувати італійські кораблі на стоянці, здійснивши повітряну торпедну атаку, план якої був розроблений незадовго до цього.

## Підготовка
Для реалізації задуму була розроблена операція під назвою «Джаджмент» (англ. Operation Judgement). Початково атака намічалась на 21 жовтня, річницю Трафальгарської битви.
Планувалось запустити 36 літаків з 2 авіаносців «Іластріас» та «Ігл». Але через пожежу на «Іластріасі» операцію довелось відкласти на 11 листопада..
Пошкодження швидко ліквідували, але 12 жовтня «Ігл» був вражений бомбою, яка пошкодила систему подачі авіаційного палива. Щоб не відкладати атаку знову, адмірал Каннінгем вирішив здійснити атаку, хоча кількість літаків зменшилась з 36 до 24.
За 5 днів до атаки «Іластріас» втратив ще 3 літаки, тож станом на 11 листопада британці мали в наявності лише 21 літак-торпедоносець «Фейрі Сордфіш», які були переобладнані для здійснення атаки. На місце спостерігача були встановлені додаткові паливні баки, а роль спостерігачів виконували стрільці-радисти. Таким чином, екіпаж літаків скоротився з 3 до 2 чоловік.
Передбачалось 2 хвилі літаків. Кораблі у внутрішній гавані передбачалось атакувати за допомогою бомб.
Оскільки бухта Таранто досить мілка, то торпеди, скинуті з літаків, зарились би в ґрунт, тому їх оснастили дерев'яними стабілізаторами.
Крім того, італійські кораблі використовувати протиторпедні сітки, які прикривали корпус лише до кіля. Тому британці розробили магнітний підривник для торпед, які проходили під кілем кораблів.
Розвідувальні літаки з Мальти зробили фотознімки якірних стоянок італійського флоту. 11 листопада ці знімки були доставлені на борт «Іластріаса», тому пілоти торпедоносців точно знали розташування цілей.

## Атака
11 листопада, близько 18:00 «Іластріас» і 4 есмінці супроводу перебували за 270 км від Таранто.
Перша хвиля з 12 літаків вилетіла близько 21:00 і за 2 години вийшла в район операції.
Атака розпочалась о 23:00. Два літаки мали скинути освітлювальні бомби у південно-східній частині порту, після чого розбомбити резервуари з паливом. Три літаки під командуванням лейтенанта Вільямсона атакували лінкор «Конте ді Кавур» і пошкодило його торпедою. При цьому літак Вільямсона був збитий зенітним вогнем, пілот та спостерігач вижили, але потрапили у полон.
Два інші літаки під щільним зенітним вогнем атакували лінкор «Андреа Доріа», але не влучили у нього.
Далі друга ланка з 3 літаків атакувала лінкор «Літторіо» з півночі, вразивши його двома торпедами. По «Вітторіо Венето» була випущена одна торпеда, яка не влучила у ціль.
Решта 4 літаки першої хвилі під командуванням капітана Патча, озброєні 115-кг бомбами, пікірували з висоти 700 м, атакувавши крейсери у внутрішній гавані та базу гідролітаків.
Друга хвиля з 9 літаків під командуванням капітан-лейтенанта Хейла, стартувала за 50 хвилин після першої хвилі. Під час зльоту 2 літаки зіткнулись на палубі, внаслідок чого на одному з них був пошкоджений резервний паливний бак, і він змушений був повернутись назад.
Вісім літаків підійшли до Таранто через 20 хвилин після того, як його покинула перша хвиля. Знову 2 літаки вкинули освітлювальні бомби, і почали бомбити паливні склади. Наступні 2 літаки атакували «Літторіо», влучивши у нього однією торпедою. Один літак атакував «Вітторіо Венето», але не влучив у ціль. Ще один літак атакував лінкор «Кайо Дуйліо», влучивши у нього торпедою. Літак, який атакував крейсер «Горіція», був збитий зенітним вогнем, пілот та спостерігач загинули. Останній літак бомбив італійські крейсери, але не влучив у цілі.

## Наслідки
Внаслідок атаки були потоплені 3 італійські лінкори: «Літторіо», «Кайо Дуйліо» і «Конте ді Кавур». Всі 3 кораблі підняли і відправили на ремонт.
«Літторіо», попри 3 влучання торпед, був відремонтований до кінця березня, а «Кайо Дуйліо» повернувся у стрій в середині травня 1941 року.
«Конте ді Кавур» був відбуксирований для ремонту в Трієст, але так і не повернувся у стрій: на момент капітуляції Італії ремонт так і не встигли завершити.
В результаті, у складі італійського флоту залишились всього 2 боєздатні лінкори: «Вітторіо Венето» і «Джуліо Чезаре» («Андреа Доріа» проходив модернізацію і ще не увійшов у стрій).
Крім того, вцілілі кораблі були перебазовані в Неаполь, де можна було забезпечити їм кращий захист, поки не буде вирішена проблема з протиторпедними сітками.
Таким чином, британський флот на певний час захопив стратегічну перевагу у центральному Середземномор'ї.

## Висновки
Італійський флот швидко відреагував на нову загрозу. Були виготовлені протиторпедні сітки нової конструкції, які опускались до самого дна гавані. Одна сторона сітки могла відкриватись, щоб пропустити корабель. Проти таких сіток авіаційні торпеди були безсилими, і до кінця війни італійський флот більше не страждав від таких атак.
Німецький та американський флоти в деталях знали про перебіг атаки на Таранто, але навіть через рік не врахували її наслідків. У результаті 2 німецькі крейсери були пошкоджені авіаторпедами у Бресті, а американський флот зазнав страшного розгрому у Перл-Гарборі 7 грудня 1941 року.
Повністю уроки нападу на Таранто врахували лише японці. В Таранто прибули японські спеціалісти з Берліну, які уважно вивчили наслідки атаки і врахували їх під час нападу на базу американського флоту на Гаваях.

## Карта бою
|  |